# نورث اسیت
نورث اسیت (به انگلیسی: North_State) یک برند سیگار ایجاد شده در فنلاند است؛ مالک فعلی این برند بریتیش امریکن توباکو است. این برند در سال ۱۹۳۱ پایه‌گذاری گردید.